# Борщевик пастернаколистный
Борщевик пастернаколистный (лат. Heracleum pastinacifolium) — травянистое растение рода Борщевик (Heracleum) семейства Зонтичные (Apiaceae), произрастающее на Кавказе.
Вид описан из Армении.

## Ботаническое описание

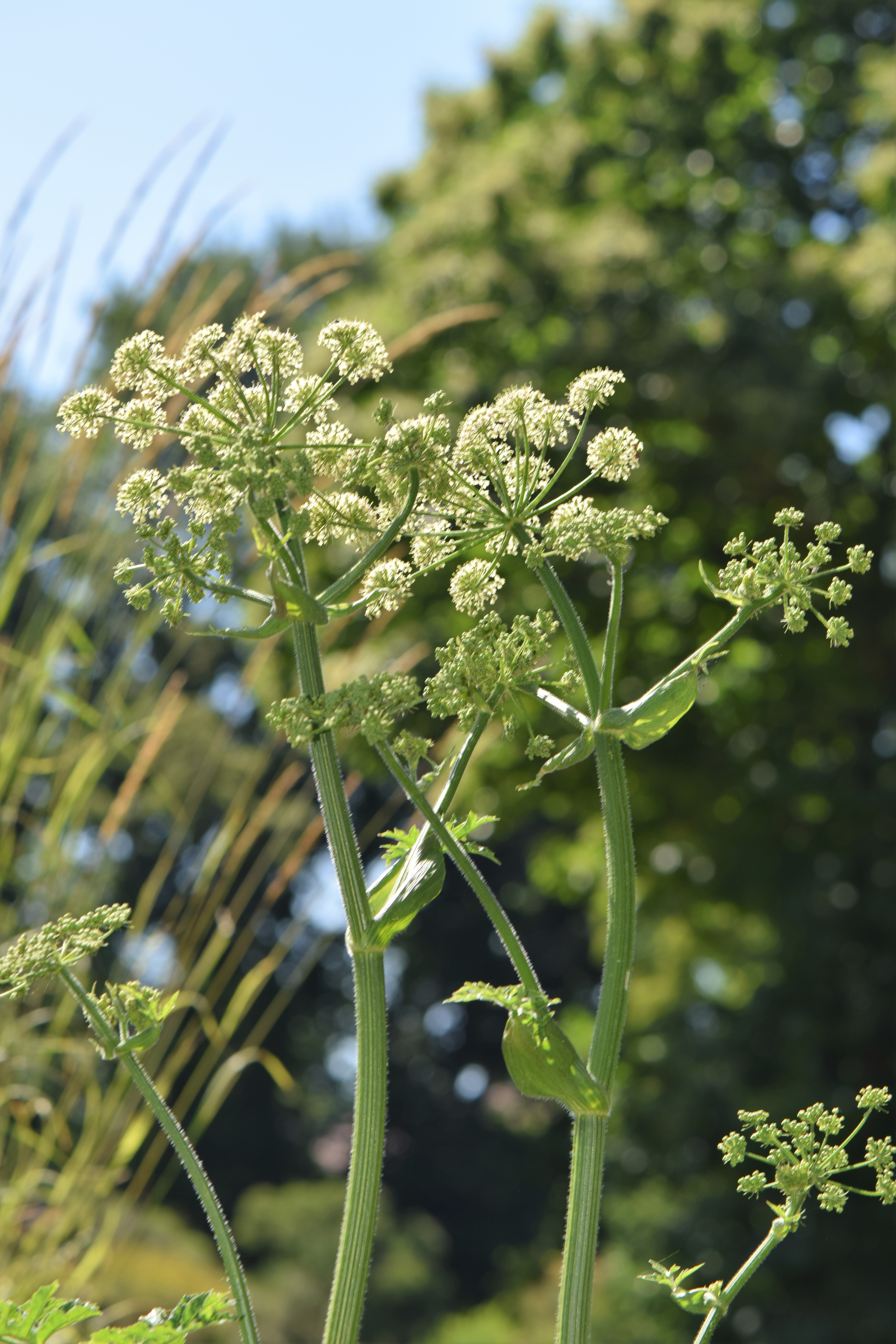

Травянистое растение 1-1,5 м в высоту. Стебель округлый, тонко бороздчатый. Корневая шейка окутана разорванными пленчатыми влагалищами отмерших листьев. Листья с верхней стороны ярко-зеленые, голые или усаженные редкими мелкими прижатыми щетинистыми волосками, с нижней стороны бледные, более густо опушенные тонкими волосками. Нижние листья на длинных черешках, в очертании яйцевидно-продолговатые, перисто-сложные из 3-4 пар крупных, по краю крупнозубчатых сегментов, первая нижняя пара сегментов на длинных черешочках, в свою очередь тройчатая или перисто-сложная, остальные сегменты обычно сидячие, яйцевидно-продолговатые, более менее глубоко перисто надрезанные. Верхние листья с узким мало вздутым влагалищем, уменьшенные. Зонтики крупные, 15-30-лучевые, лучи сильно неравные, очень мелко опушенные. Листочков обертки нет, листочков оберточки 2-3. Цветки белые, иногда розоватые. Завязь мелко опушенная, зубцы чашечки ланцетные, краевые цветки в зонтичках мало увеличенные.
Плоды обратнояйцевидные, 7-9 мм в длину и 4-5 мм в ширину, обычно голые. 

## Распространение и экология
Эндемик Кавказа. Распространен в восточном и южном Закавказье.
Произрастает в горных лесах, на лесных полянах, у верхней лесной опушки.

## Таксономия
Вид Борщевик пастернаколистный входит в род Борщевик (Heracleum) подтрибы Tordyliinae трибы Tordylieae подсемейства Сельдерейные (Apioideae) семейства Зонтичные (Apiaceae) порядка Зонтикоцветные (Apiales).
|  |                        |  |                                               |                                               |                           |  | ещё два подсемейства | ещё два подсемейства            |                                 |  |  |  | клада Cymbocarpum и клада Lefebvrea | клада Cymbocarpum и клада Lefebvrea |  |  |  |  | ещё до 147 видов | ещё до 147 видов |
|  |                        |  |                                               |                                               |                           |  | ещё два подсемейства | ещё два подсемейства            |                                 |  |  |  | клада Cymbocarpum и клада Lefebvrea | клада Cymbocarpum и клада Lefebvrea |  |  |  |  | ещё до 147 видов | ещё до 147 видов |
|  |                        |  |                                               | семейство Зонтичные                           |                           |  |                      |                                 | триба Tordylieae                |  |  |  |                                     | Род Борщевик                        |  |  |  |  |                  |                  |
|  |                        |  |                                               | семейство Зонтичные                           |                           |  |                      |                                 | триба Tordylieae                |  |  |  |                                     | Род Борщевик                        |  |  |  |  |                  |                  |
|  | порядок Зонтикоцветные |  |                                               |                                               | подсемейство Сельдерейные |  |                      |                                 | подтриба Tordyliinae            |  |  |  | вид Борщевик пастернаколистный      |                                     |  |  |  |  |                  |                  |
|  | порядок Зонтикоцветные |  |                                               |                                               |                           |  |                      |                                 |                                 |  |  |  |                                     |                                     |  |  |  |  |                  |                  |
|  |                        |  | ещё шесть семейств (согласно Системе APG III) | ещё шесть семейств (согласно Системе APG III) |                           |  |                      | ещё около двадцати четырёх триб | ещё около двадцати четырёх триб |  |  |  | ещё четырнадцать родов              | ещё четырнадцать родов              |  |  |  |  |                  |                  |
|  |                        |  |                                               | ещё шесть семейств (согласно Системе APG III) |                           |  |                      |                                 | ещё около двадцати четырёх триб |  |  |  |                                     | ещё четырнадцать родов              |  |  |  |  |                  |                  |

### Подвиды
По данным Catalogue of Life (англ.):
- Heracleum pastinacifolium subsp. incanum (Boiss. & A.Huet) P.H.Davis
- Heracleum pastinacifolium subsp. pastinacifolium